# Plan Nacional de Desarrollo (México)
El Plan Nacional Desarrollo en México es el documento rector del Ejecutivo Federal en el que precisan los objetivos nacionales, estrategias y prioridades del desarrollo integral y sustentable del país. Se elabora dentro

## Marco legal
El marco legal del Plan se encuentra principalmente en el artículo 26 de la Constitución Política, la Ley de Planeación y los artículos 9 y del 27 al 42 de la Ley Orgánica de la Administración Pública Federal.

### Definición
La Carta Magna establece que le corresponde al Estado la rectoría del desarrollo nacional para garantizar que éste sea integral y sustentable, fortalezca la soberanía nacional y su democracia, así como para que mediante el fomento del crecimiento económico y el empleo, mejore la equidad social y el bienestar de las familias mexicanas.
La legislación federal define al Plan de la siguiente manera:

«El Plan Nacional de Desarrollo precisará los objetivos nacionales, estrategia y prioridades del desarrollo integral y sustentable del país, contendrá previsiones sobre los recursos que serán asignados a tales fines; determinará los instrumentos y responsables de su ejecución, establecerá los lineamientos de política de carácter global, sectorial y regional; sus previsiones se referirán al conjunto de la actividad económica, social y cultural, tomando siempre en cuenta las variables ambientales que se relacionen a éstas y regirá el contenido de los programas que se generen en el sistema nacional de planeación democrática.»
Artículo 21 de la Ley de Planeación.

### Sistema Nacional de Planeación Democrática
El Sistema Nacional de Planeación Democrática es conformado por las unidades de planeación de las diferentes dependencias y entidades de la Administración Pública Federal, es coordinado por la Secretaría de Hacienda y Crédito Público, en quien recae la responsabilidad directa de la elaboración del Plan tomando en cuenta las propuestas del Sistema, de los gobiernos de las entidades federativas, los grupos sociales, los pueblos y comunidades indígenas, todo con perspectiva de género.

### Participación social
En la elaboración del Plan debe considerarse a la población para que se expresen sus ideas, propuestas y preocupaciones. De igual modo, la Ley de Planeación considera la organización de foros de consulta popular en la que deben participar las organizaciones de obreros, campesinos, pueblos y grupos populares; las instituciones académicas, profesionales y de investigación; los organismos empresariales y otras agrupaciones sociales; los diputados y senadores; y las comunidades indígenas.

## Historia

### Antecedentes
Los esfuerzos hechos en México para establecer un mecanismo de planeación, siempre aislados y nunca cabalmente ejecutados, que contemplan el que hacer público datan desde la década de los veinte.
En ese sentido, el primer antecedente que en materia de planeación se elabora en el país es la Ley de Consejo Nacional Económico de 1928. Dicha ley creaba un ente público que tendría por objeto estudiar los asuntos económicos y sociales de la Nación. Este cuerpo sería permanente, autónomo y de consulta necesaria para la administración pública y para la iniciativa privada. 
Posteriormente se expidió la Ley Sobre Planeación General de la República en 1930, con los objetivos de coordinar y encauzar las actividades de las distintas dependencias gubernamentales a fin de lograr un desarrollo "ordenado y armónico". 

### 1983 - 1988
El 30 de mayo de 1983, el Presidente Miguel de la Madrid presentó, en Palacio Nacional, el Plan Nacional de Desarrollo 1983 - 1988, siendo publicado al día siguiente en el Diario Oficial de la Federación. El documento fue resultado de la conjunción de la Plataforma Electoral 1982 del Partido Revolucionario Institucional, convertida después en el Plan Básico de Gobierno 1982 - 1988 y los más de 10 mil documentos y ponencias recogidas en los Foros Nacionales de Consulta Popular realizados dentro del Sistema Nacional de Planeación Democrática, cuyos temas fueron: Desarrollo Rural Integral; Desarrollo Industrial y Comercio Exterior; Sistema Integral de Transporte; Modernización Comercial y Abasto Popular; Desarrollo Tecnológico; Productividad y Capacitación; Desarrollo Urbano; Ecología; Energéticos; Turismo; Pesca; Salud; Educación; Deporte y Recreación; a; Justicia; Empresa Pública; Reforma Agraria Integral; Ciudad de México; y Comunicación Social.
Se encuentra dividido en tres apartados:
1. Principios políticos, diagnóstico, propósito, objetivos y estrategia
2. Instrumentación de la estrategia
3. Participación de la sociedad

El mismo Plan refiere que su propósito fundamental era:

«Mantener y reforzar la independencia de la Nación, para la construcción de una sociedad que bajo los principios del Estado de Derecho, garantice libertades individuales y colectivas en un sistema integral de democracia y en condiciones de justicia social»
Plan Nacional de Desarrollo 1983 - 1988

Establece que los objetivos del Gobierno de Miguel de la Madrid eran:
1. Conservar y fortalecer las instituciones democráticas.
2. Vencer la crisis.
3. Recuperar la capacidad de crecimiento.
4. Iniciar los cambios cualitativos que requiere el país en sus estructuras económicas, políticas y sociales.

### 1989 - 1994
El 30 de mayo de 1989, el Presidente Carlos Salinas presentó, en la Residencia Oficial de Los Pinos, el Plan Nacional de Desarrollo 1989 - 1994, siendo publicado al día siguiente en el Diario Oficial de la Federación. La participación ciudadana se dio a través de Foros de Consulta Popular definidos por el Consejo Nacional de Concertación Económica.
El documento se encuentra dividido en siete apartados:
1. Balance General: Los Retos y las Oportunidades.
2. Objetivos y Estrategias del Plan Nacional de Desarrollo.
3. Soberanía, Seguridad Nacional y Promoción de los Intereses de México en el Exterior
4. Acuerdo Nacional para la Ampliación de Nuestra Vida Democrática
5. Acuerdo Nacional para la Recuperación Económica con Estabilidad de Precios
6. Acuerdo Nacional para el Mejoramiento Productivo del Nivel de Vida
7. Sistema Nacional de Planeación Democrática

Establece que los objetivos del Gobierno de Carlos Salinas de Gortari eran:
1. Defensa de la soberanía y promoción de los intereses de México en el mundo.
2. Ampliación de la vida democrática.
3. Recuperación económica con estabilidad de precios.
4. El mejoramiento productivo del nivel de vida de la población.

### 1995 - 2000
El 30 de mayo de 1995, el Presidente Ernesto Zedillo presentó, en la Residencia Oficial de Los Pinos, el Plan Nacional de Desarrollo 1995 - 2000, siendo publicado al día siguiente en el Diario Oficial de la Federación. La participación ciudadana se dio a través de un Foro General de Participación organizado por el Grupo Integrador del Plan Nacional de Desarrollo 1995-2000, responsable también de analizar e incorporar las opiniones y propuestas de la administración pública federal, los gobiernos de los estados y los grupos sociales interesados.
El documento se encuentra dividido en cinco apartados antecedidos por una introducción y sucedidos por un anexo:
1. Soberanía
2. Por un Estado de Derecho y un país de leyes
3. Desarrollo democrático
4. Desarrollo social
5. Crecimiento económico

Establece que los objetivos del Gobierno de Ernesto Zedillo eran:
1. Fortalecer el ejercicio pleno de la soberanía nacional, como valor supremo de nuestra nacionalidad y como responsabilidad primera del Estado mexicano.
2. Consolidar un régimen de convivencia social, regido plenamente por el derecho, donde la ley sea aplicada a todos por igual y la justicia sea la vía para la solución de los conflictos.
3. Construir un pleno desarrollo democrático con el que se identifiquen todos los mexicanos y sea base de certidumbre y confianza para una vida política pacífica y una intensa participación ciudadana.
4. Avanzar a un desarrollo social que propicie y extienda en todo el país, las oportunidades de supe- ración individual y comunitaria bajo principios de equidad y justicia.
5. Promover un crecimiento económico vigoroso, sostenido y sustentable en beneficio de los mexicanos.

### 2001 - 2006
El 31 de mayo de 2001, el Presidente Vicente Fox presentó, en la Residencia Oficial de Los Pinos, el Plan Nacional de Desarrollo 2001 - 2006, siendo publicado al día siguiente en el Diario Oficial de la Federación. La participación ciudadana se dio a través de reuniones de foros con ponencia, reuniones temáticas, sesiones de planeación y encuestas por correo postal y vía Internet. Por correo postal se recibieron 153 367 propuestas y por Internet 43 230. Se realizaron 549 foros en los que se presentaron 13 552 ponencias, 517 reuniones temáticas y 75 sesiones de planeación. En total, la participación ciudadana sumó a 174 865 personas que presentaron un total de 379 525 propuestas.
El documento se encuentra dividido en ocho apartados sucedidos por un anexo:
1. Introducción
2. Elaboración del Plan Nacional de Desarrollo
3. México: hacia un despegue acelerado
4. El Poder Ejecutivo Federal, 2000 - 2006
5. Área de Desarrollo Social y Humano
6. Área de Crecimiento con Calidad
7. Área de Orden y Respeto
8. Compromisos con México

Establece que los objetivos del Gobierno de Vicente Fox eran:
1. Mejorar los niveles de educación y bienestar de los mexicanos.
2. Acrecentar la equidad y la igualdad de oportunidades.
3. Impulsar la educación para el desarrollo de las capacidades personales y de iniciativa individual y colectiva.
4. Fortalecer la cohesión y el capital sociales.
5. Lograr un desarrollo social y humano en armonía con la naturaleza.
6. Ampliar la capacidad de respuesta gubernamental para fomentar la confianza ciudadana en las instituciones.
7. Conducir responsablemente la marcha económica del país.
8. Elevar y extender la competitividad del país.
9. Asegurar el desarrollo incluyente.
10. Promover el desarrollo económico regional equilibrado.
11. Crear condiciones para un desarrollo sustentable.
12. Defender la independencia, soberanía e integridad territorial nacionales.
13. Diseñar un nuevo marco estratégico de seguridad nacional, en el contexto de la gobernabilidad democrática y del orden constitucional.
14. Contribuir a que las relaciones políticas ocurran en el marco de una nueva gobernabilidad democrática.
15. Construir una relación de colaboración responsable, equilibrada y productiva entre los poderes de la Unión y avanzar hacia un auténtico federalismo.
16. Fomentar la capacidad del Estado para conducir y regular los fenómenos que afectan a la población en cuanto a su tamaño, dinámica, estructura y distribución territorial.
17. Abatir los niveles de corrupción en el país y dar absoluta transparencia a la gestión y el desempeño de la Administración Pública Federal.
18. Garantizar la seguridad pública para la tranquilidad ciudadana.
19. Garantizar una procuración de justicia pronta, expedita, apegada a derecho y de respeto a los derechos humanos.

### 2007 - 2012
El 30 de mayo de 2007, el Presidente Felipe Calderón presentó, en la Residencia Oficial de Los Pinos, el Plan Nacional de Desarrollo 2007 - 2012, siendo publicado al día siguiente en el Diario Oficial de la Federación. Los mecanismos a través de los cuales se llevó a cabo esta consulta fueron: mesas de diálogo con integrantes del Congreso de la Unión y partidos políticos, foros de consulta popular, reuniones de trabajo con especialistas y consulta ciudadana a través del teléfono, el Servicio Postal Mexicano, el Internet y la recepción de documentos físicos en la Oficina de la Presidencia de la República.
En las reuniones de trabajo con el Congreso de la Unión se recibieron 41 propuestas y se realizaron 205 foros de consulta popular en los que participaron 51 997 personas. A través de la página web participaron 38 179 personas, en el centro de atención telefónica 26 755, vía correo postal 12 369 y por correo electrónico 2 618. En total, participaron 131 918 ciudadanos.
El documento se encuentra dividido en diez apartados, cinco de ellos son los ejes rectores del Plan:
1. Mensaje del Presidente
2. Introducción
3. Desarrollo Humano Sustentable
4. Eje 1. Estado de Derecho y seguridad
5. Eje 2. Economía competitiva y generadora de empleos
6. Eje 3. Igualdad de oportunidades
7. Eje 4. Sustentabilidad ambiental
8. Eje 5. Democracia efectiva y política exterior responsable
9. De cara al futuro
10. Anexos

Establece que los objetivos del Gobierno de Felipe Calderón eran:
1. Garantizar la seguridad nacional, salvaguardar la paz, la integridad, la independencia y la soberanía del país, y asegurar la viabilidad del Estado y de la democracia.
2. Garantizar la vigencia plena del Estado de Derecho, fortalecer el marco institucional y afianzar una sólida cultura de legalidad para que los mexicanos vean realmente protegida su integridad física, su familia y su patrimonio en un marco de convivencia social armónica.
3. Alcanzar un crecimiento económico sostenido más acelerado y generar los empleos formales que permitan a todos los mexicanos, especialmente a aquellos que viven en pobreza, tener un ingreso digno y mejorar su calidad de vida.
4. Tener una economía competitiva que ofrezca bienes y servicios de calidad a precios accesibles, mediante el aumento de la productividad, la competencia económica, la inversión en infraestructura, el fortalecimiento del mercado interno y la creación de condiciones favorables para el desarrollo de las empresas, especialmente las micro, pequeñas y medianas.
5. Reducir la pobreza extrema y asegurar la igualdad de oportunidades y la ampliación de capacidades para que todos los mexicanos mejoren significativamente su calidad de vida y tengan garantizados alimentación, salud, educación, vivienda digna y un medio ambiente adecuado para su desarrollo tal y como lo establece la Constitución.
6. Reducir significativamente las brechas sociales, económicas y culturales persistentes en la sociedad, y que esto se traduzca en que los mexicanos sean tratados con equidad y justicia en todas las esferas de su vida, de tal manera que no exista forma alguna de discriminación.
7. Garantizar que los mexicanos cuenten con oportunidades efectivas para ejercer a plenitud sus derechos ciudadanos y para participar activamente en la vida política, cultural, económica y social de sus comunidades y del país.
8. Asegurar la sustentabilidad ambiental mediante la participación responsable de los mexicanos en el cuidado, la protección, la preservación y el aprovechamiento racional de la riqueza natural del país, logrando así afianzar el desarrollo económico y social sin comprometer el patrimonio natural y la calidad de vida de las generaciones futuras.
9. Consolidar un régimen democrático, a través del acuerdo y el diálogo entre los Poderes de la Unión, los órdenes de gobierno, los partidos políticos y los ciudadanos, que se traduzca en condiciones efectivas para que los mexicanos puedan prosperar con su propio esfuerzo y esté fundamentado en valores como la libertad, la legalidad, la pluralidad, la honestidad, la tolerancia y el ejercicio ético del poder.
10. Aprovechar los beneficios de un mundo globalizado para impulsar el desarrollo nacional y proyectar los intereses de México en el exterior, con base en la fuerza de su identidad nacional y su cultura; y asumiendo su responsabilidad como promotor del progreso y de la convivencia pacífica entre las naciones.

## Plan Nacional de Desarrollo 2013 - 2018
El 17 de mayo de 2013, el Presidente Enrique Peña Nieto presentó, en Palacio Nacional, el Plan Nacional de Desarrollo 2013 - 2018, siendo publicado tres días después en el Diario Oficial de la Federación. Los mecanismos de participación en el Plan fueron: Consulta Ciudadana por Internet, propuestas ciudadanas en ventanillas físicas y electrónicas, foros de consulta y mesas sectoriales.
A través de la consulta vía página web participaron 129 299 ciudadanos, en ventanillas se recibieron 37 871 documentos (33 955 físicos y 3 916 digitales). Se realizaron 44 foros y 231 paneles de discusión en los que participaron 48 527 personas; adicionalmente de cinco Foros Nacionales, uno por cada Meta Nacional, con 31 paneles de discusión; siete Foros Especiales con 40 paneles de discusión; y 32 Foros Estatales con un total de 160 paneles. También se instalaron 122 Mesas Sectoriales, con una participación de 13 252 personas. En suma, la participación total fue de 228 949 mexicanos.
El documento se encuentra dividido en ocho apartados, antecedidos por una Presentación y una Introducción y Visión General y sucedidos por un Anexo. El objetivo general del Gobierno de Enrique Peña Nieto es llevar a México a su máximo potencial; establece cinco metas nacionales: México en Paz, México Incluyente, México con Educación de Calidad, México Próspero y México con Responsabilidad Global; y formula tres estrategias transversales: Democratizar la Productividad, Gobierno Cercano y Moderno y Perspectiva de Género.

### México en Paz
Refiere que se debe fortalecer el pacto social, reforzar la confianza con el gobierno, alentar la participación social en la vida democrática y reducir los índices de inseguridad. Que solo el 36% de los mexicanos cree que el Estado puede resolver los problemas que enfrenta el país, el abstencionismo electoral a nivel estatal oscila entre el 23 y el 47%; el 58% de la población considera que la inseguridad como su principal preocupación; el 85% considera que existe corrupción en el Sistema de justicia Penal y el 37% de las empresas ubicadas en el país sufre anualmente al menos un delito.

### México Incluyente
Propone enfocar la acción del Estado en garantizar el ejercicio de los derechos sociales y cerrar las brechas de desigualdad social que aun nos dividen. El objetivo es que el país se integre por una sociedad con equidad, cohesión social e igualdad sustantiva. 

Esto implica, hacer efectivo el ejercicio de los derechos sociales de todos los mexicanos, a través del acceso a servicios básicos, agua potable, drenaje, saneamiento, electricidad, seguridad social, educación, alimentación y vivienda digna, con base de un capital humano que permita desarrollarse plenamente como individuos.

### México Con Educación de Calidad
El Sistema Educativo Mexicano debe fortalecerse para estar a la altura de las necesidades que un mundo globalizado demanda. Los resultados de las pruebas estandarizadas de logro académico muestran avances que, sin embargo, no son suficientes. La falta de educación es una barrera para el desarrollo productivo del país ya que limita la capacidad de la población para comunicarse de una manera eficiente, trabajar en equipo, resolver problemas, usar efectivamente las tecnologías de la información para adoptar procesos y tecnologías superiores, así como para comprender el entorno en el que vivimos y poder innovar.
A diferencia de otras generaciones, los jóvenes tienen a la mano el acceso a una gran cantidad de información. Sin embargo, en ocasiones carecen de las herramientas o de las habilidades para procesarla de manera efectiva y extraer lo que será útil o importante. Nuestros jóvenes requieren un camino claro para insertarse en la vida productiva. Los mexicanos de hoy deberán responder a un nuevo paradigma donde las oportunidades de trabajo no solo se buscan sino que en ocasiones deben inventarse. La dinámica de avance tecnológico y la globalización demandan jóvenes capaces de innovar. 
1. Diagnóstico: es indispensable aprovechar nuestra capacidad intelectual.
Educación
El Sistema Educativo Nacional atiende actualmente a 35.2 millones de niños y jóvenes, en la modalidad escolarizada. La educación básica constituye la base de la pirámide educativa, la cual representa el 73.4% de la matrícula del Sistema Educativo, que registra a 25.9 millones de alumnos que se encuentran en los siguientes niveles: 4.8 millones atendidos en educación preescolar, 14.8 millones en primaria y 6.3 en educación secundaria. En estos niveles del servicio educativo colaboran alrededor de 1.2 millones de docentes en casi 228 mil escuelas.
La expansión de la educación básica y el descenso gradual de la población en edad escolar han permitido alcanzar niveles elevados de cobertura. Sin embargo, la eficiencia terminal de la educación básica es baja: por cada 100 niños que ingresan a primaria, solo 76 concluyen la secundaria en tiempo y forma. Esta situación ha limitado la posibilidad de ampliar la cobertura en la educación media superior (66.3%) que la ley también establece como obligatoria.
En los planteles de educación media superior se está atendiendo a 4.4 millones de jóvenes, correspondiendo el 91.3% a los bachilleratos y 8.7% a la educación profesional técnica, donde se incluyen los planteles del Colegio Nacional de Educación Profesional Técnica (CONALEP). Por cada 100 egresados del bachillerato, 85.9 se inscriben en alguna institución de educación superior.
La matrícula de la educación superior es de 3.3 millones de alumnos, lo que representa una cobertura del 29.2%. En la medida en que se incremente el índice de absorción (proporción de estudiantes que ingresan al siguiente nivel educativo en relación con el total de alumnos que egresaron del último grado del nivel educativo inmediato anterior) y se reduzca la deserción en la educación media superior, se podrá avanzar en la cobertura. Destaca que del total de alumnos que ingresaron en 2010 a nivel preparatoria, el 49% eran hombres y el 51% mujeres. En contraste, del total de alumnos que se graduaron de nivel preparatoria ese mismo año, 46.3% fueron hombres y 53.7% mujeres.
Para mejorar la calidad de la educación se requiere transitar hacia un sistema de profesionalización de la carrera docente, que estimule el desempeño académico de los maestros y fortalezca los procesos de formación y actualización. El mejoramiento de los resultados permitirá que padres de familias y sociedad ratifiquen e incrementen la confianza en la tarea decisiva de los docentes. Una vía para lograrlo es fortaleciendo los procesos de formación inicial y selección de los docentes. La necesidad de contar con maestros, directores y supervisores mejor capacitados destaca como la principal vía para mejorar la calidad de la educación básica, de acuerdo con el 60% de los participantes de la Consulta Ciudadana.
La creación de verdaderos ambientes de aprendizaje, aptos para desplegar procesos continuos de innovación educativa, requiere de espacios educativos dignos y con acceso a las nuevas tecnologías de la información y comunicación. Una mejor educación necesita de un fortalecimiento de la infraestructura, los servicios básicos y el equipamiento de las escuelas.
Por otro lado, se ha dado un incremento en la concienciación relacionada con las situaciones de violencia grupal, institucional y contextual en las escuelas (fenómeno también conocido como bullying) que afectan los procesos de convivencia y los procesos de enseñanza-aprendizaje. En respuesta a la creciente preocupación de la sociedad para que en las escuelas de todo el país existan ambientes seguros y de sana convivencia, es necesario fortalecer la colaboración entre las comunidades escolares, académicas y la sociedad, para acotar la violencia mediante acciones integrales, principalmente bajo un enfoque preventivo.
Asimismo, la población de menores ingresos en ocasiones tiene menos posibilidades de acceder a una educación de calidad y concluir de manera satisfactoria sus estudios. Como existen aún deficiencias en la aplicación de políticas de equidad y calidad, es urgente reducir las brechas de acceso a la educación, la cultura y el conocimiento, a través de una amplia perspectiva de inclusión que erradique toda forma de discriminación por condición física, social, étnica, de género, de creencias u orientación sexual.
Vinculación de la educación con las necesidades sociales y económicas
Una elevada proporción de jóvenes percibe que la educación no les proporciona habilidades, competencias y capacidades para una inserción y desempeño laboral exitosos. En línea con esta preocupación, el 18% de los participantes en la Consulta Ciudadana opinó que para alcanzar la cobertura universal, con pertinencia en educación media superior y superior, se deben fortalecer las carreras de corte tecnológico y vincularlas al sector productivo. Por tanto, es necesario innovar el Sistema Educativo para formular nuevas opciones y modalidades que usen las nuevas tecnologías de la información y la comunicación, con modalidades de educación abierta y a distancia. A su vez, es importante fomentar las carreras técnicas y vocacionales que permitan la inmediata incorporación al trabajo, propiciando la especialización, así como la capacitación en el trabajo.
Evaluación de la educación
El Instituto Nacional para la Evaluación de la Educación (INEE) fue creado por Decreto Presidencial el 8 de agosto de 2002, como un organismo público descentralizado de carácter técnico para apoyar la función de evaluación del Sistema Educativo Nacional, por lo que ha ofrecido a las autoridades educativas federal y locales, así como a la sociedad mexicana, información y conocimiento para apoyar la toma de decisiones que contribuyan a mejorar la calidad educativa.
Antes de la creación del INEE, ya se realizaban diversas evaluaciones educativas por parte de la Secretaría de Educación Pública (SEP) y de algunas entidades federativas. Sin embargo, sin dejar de reconocer el mérito de haberlas desarrollado, estos esfuerzos se realizaron con fines específicos, aislados, y no obstante los datos que aportaron, no ofrecían una información completa y confiable sobre la calidad educativa del Sistema Educativo Nacional. Entre las principales deficiencias operativas se encontraban la escasez de personal especializado, la ausencia de difusión de los resultados y la falta de planeación de las evaluaciones.

### México Próspero
El plan contempla detonar el crecimiento sostenido de la productividad “en un clima de estabilidad económica”, e igualmente, dice, mediante la “generación de igualdad de oportunidades”.
“Asimismo, esta meta busca proveer condiciones favorables para el desarrollo económico a través de fomentar una regulación que permita una competencia sana entre las empresas y el desarrollo de una política moderna de fomento económico enfocada a generar innovación y desarrollo en sectores estratégicos”.

### México con Responsabilidad Global
Esta meta abrirá oportunidades comerciales, defender los intereses e impulsar la cultura de México internacionalmente.
Abarca principalmente temas de presencia global, integración regional y libre comercio.

## Plan Nacional de Desarrollo 2019 - 2024
"López Obrador y su equipo hicieron esa recopilación de sugerencias a lo largo de las distintas campañas electorales. Dentro de ellas se destacaron las referentes al combate a la corrupción y la inversión en educación, salud, infraestructura y energía. Incluso, una vez que AMLO presentó el borrador del PND, se organizaron foros de consulta a nivel nacional y regional (incluso en el extranjero) donde se discutieron detalladamente algunas propuestas y se insistió en la dolorosa situación de inseguridad pública."
La propuesta enviada por el Ejecutivo se publicó en la Gaceta Parlamentaria del 30 de abril de 2019, en dos partes, la primera breve y muy en línea con el discurso político del presidente, la segunda parte más como se venía estilando con indicadores y metas, presentando algunas inconsistencias entre ambos documentos
"Se hizo evidente la falta de coordinación y la visión de conjunto, sobre todo en temas tan cruciales como la reducción de la violencia, el combate de drogas, los mecanismos de participación popular y los indicadores con los que se medirían los logros alcanzados."